# معركة أومان
معركة أومان (بالروسية: Сражение под Уманью، نح: سراژينيي پآد أومانيو، بالألمانية: Kesselschlacht bei Uman، نح: كيسيلشلاخت باي أومان أو مرجل أومان) معركة تمكّنت فيها القوات الألمانية وحلفائها من تطويق الجيشين السوفيتيين السادس بقيادة إيفان موزيتشينكو والثاني عشر بقيادة بافل بونيديلين جنوب مدينة أومان الأوكرانية خلال العمليات الهجومية الأولية لمجموعة الجيوش الجنوبية بقيادة فيلد مارشال (ألمانيا) غيرد فون رونتشتيت في إطار عملية بارباروسا على الجبهة الشرقية للحرب العالمية الثانية.
والمعركة جزء من عملية كييف الدفاعية بين عناصر الجيش الأحمر التابعة للجبهة الجنوبية الغربية السوفيتية المُدافعة عن الجسور المُقامة على نهر البوغ الجنوبي، وخط السكة الحديدية الاستراتيجي الرابط بين مدينتي أوديسا وسمولينسك من جهة وعناصر المجموعة الأولى بانزر المتواجدة غرب أوكرانيا أثناء تقدّمه من بولندا صوب القرم.
كانت القوات السوفيتية تحت سيطرة المنطقة العسكرية الجنوبية الغربية بقيادة المارشال سيميون بوديوني، والتي ضمّت الجبهة الجنوبية الغربية بقيادة الكولونيل العام ميخائيل كيربونوس، ومع تصاعد حدة القتال، تمكّنت قيادة الجيش الثاني عشر وبعض الوحدات التابعة لها من الفرار من عملية التطويق، لفشل القوات الألمانية في إغلاق المرجل بصورة كاملة، ومع ذلك قامت القيادة السوفيتية بحل الجيشين لاحقًا وإلحاق الوحدات الناجية منه في جيوش أخرى، وتُعد المعركة واحدة من أكبر عمليات التطويق التي قامت بها قوات المحور ضد الجيش الأحمر خلال الفترة الأولى للحرب العالمية الثانية.

## تشكيل القوات
```
تم تشكيل الجيش جديد بقياده الجنرال فيلد مارشال عمر
```

وتجهيزه ب 4000 دبابه بانزر
وب10 الف قطعة مدف مضاده للطائرات والدبابات

## بعد التطويق
مع رفع الحصار عن مرجل أومان، تحوّلت دبابات المجموعة الأولى بانزر شمالًا لمهاجمة كييف وتقديم الدعم للمجموعة الثانية بانزر من أجل إتمام عملية تطويق أخرى حول المدينة، بينما تًركت مهمّة احتلال القرم للجيوش الميدانية، في واحدة من المرات القليلة التي قام فيها الزعيم الألماني أدولف هتلر بتغيير مهام إحدى مجموعات الجيوش.
على الجانب الآخر، استفادت القيادة السوفيتية من الفرصة التي منحتها إياها ألمانيا عن طريق تحويل وجهة المجموعة الأولى بانزر في إعادة تشكيل الجبهة السوفيتية باستخدام الجيش الساحلي المنفصل من جهة وإعادة تشكيل وهيكلة الجيوش المُدمّرة أو نقل الجيشين السابع والثلاثين والسادس والخمسين من قوات الاحتياط للخطوط الأمامية من المناطق العسطرية الداخلية، في حين تم الإبقاء على الثامن والثلاثين للدفاع عن قطاع خاركوف بالجبهة.

## طالع أيضًا
- معركة كييف (1941)